# پنج‌تکه‌ریختان
ناجوربالان پنتاتومومورفا(نام علمی: Pentatomomorpha) نام یک فروراسته از زیرراسته ناجوربالان است.